# Аграрен район на Южен Йоланд
Аграрният район на Южен Йоланд (на шведски: Södra Ölands odlingslandskap; на английски: Agricultural Landscape of Southern Öland) е територия, разположена в южните части на шведския остров Йоланд, включена в списъка на световното културно и природно наследство на ЮНЕСКО.
Общата площ на защитената местност е около 56 000 хектара, в рамките на която има редица природни и културни забележителности, като например „Стура Алварет“, Екеторп и други.
Земите в този район са култивирани още от каменната епоха 3000 г. пр.н.е. – 1800 г. пр.н.е. Следи от човешка дейност са запазени под формата на останки от селища, както и земеделски и животновъдни находки.
Аграрният район на Южен Йоланд е разположен изцяло в община Мьорбюлонга.